# Anmeldebescheinigung

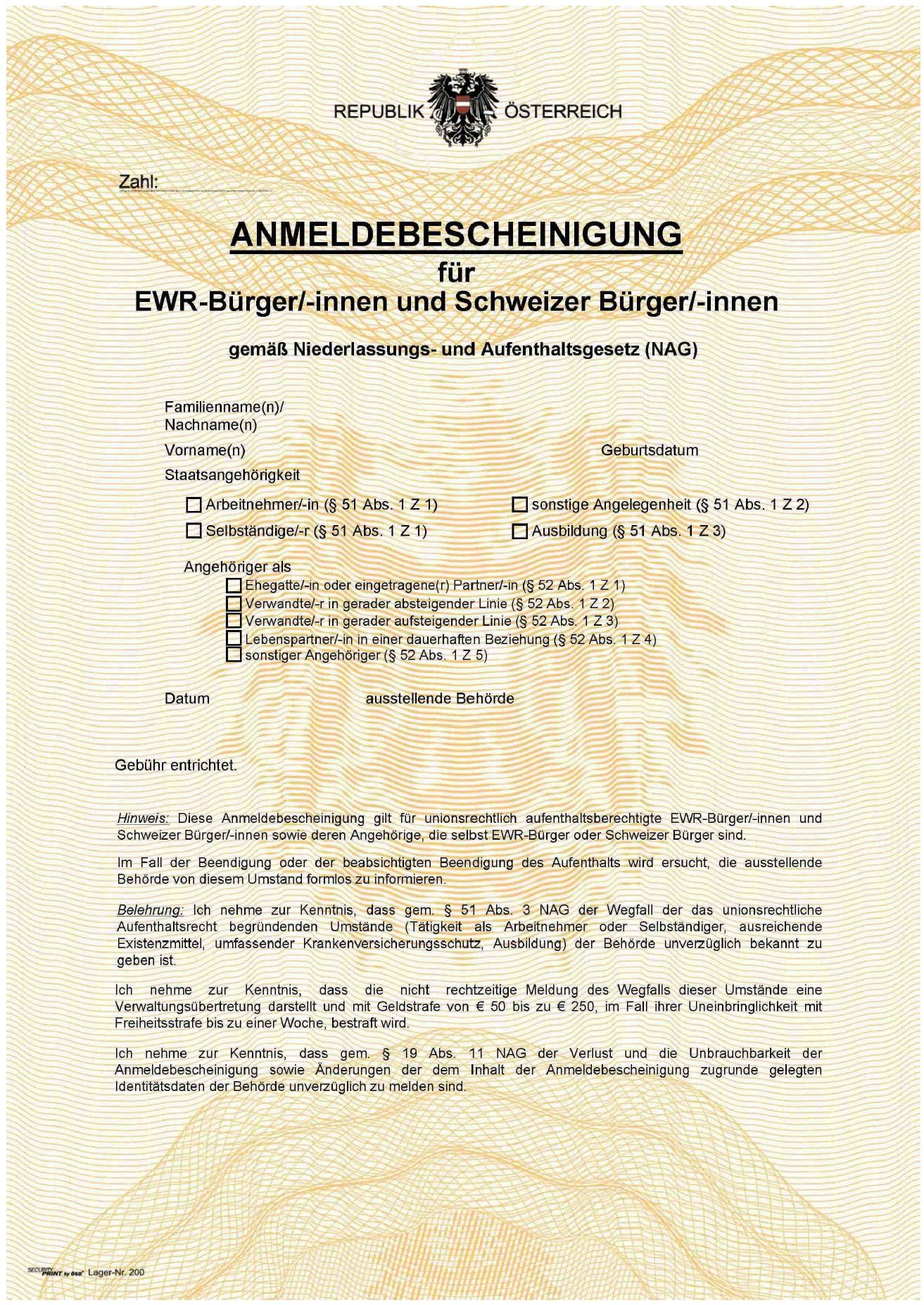
In Österreich übliche Anmeldebescheinigung für EWR-Bürger und Schweizer

In Belgien übliche Anmeldebescheinigung für EWR-Bürger im Scheckkartenformat (deutsche Sprachfassung)

Bis 6. Januar 2014 in den Niederlanden übliche Anmeldebescheinigung für EWR-Bürger

Die Anmeldebescheinigung (englisch registration certificate, spanisch certificado de registro, italienisch attestato d’iscrizione, französisch attestation d'enregistrement, niederländisch verklaring van inschrijving) ist in einigen Mitgliedstaaten des Europäischen Wirtschaftsraums (das sind alle Mitgliedstaaten der Europäischen Union sowie Island, Liechtenstein und Norwegen) ein Aufenthaltsdokument, mit dem ein Ausländer, der die Staatsangehörigkeit eines anderen EWR-Staates hat, sein Aufenthaltsrecht nachweist.
Auch Familienangehörige von EWR-Bürgern, die selbst EWR-Bürger sind, erhalten eine Anmeldebescheinigung. Familienangehörige mit einer Drittstaatsangehörigkeit erhalten keine Anmeldebescheinigung, sondern eine Aufenthaltskarte.

## Rechtsgrundlage
Einheitliche europarechtliche Rechtsgrundlage der Anmeldebescheinigung ist Art. 8 der Richtlinie 2004/38/EG (Unionsbürgerrichtlinie). Die Richtlinie gilt in der gesamten Europäischen Union einschließlich Großbritannien und Irland und in den Staaten des übrigen EWR, also auch in Island, Norwegen und Liechtenstein. Sie gilt nicht in der Schweiz. Die Richtlinie gilt in den Mitgliedstaaten nicht unmittelbar; sie ist aber inhaltlich von den Mitgliedstaaten in die jeweilige nationale Gesetzgebung zu übertragen.

## Rechtscharakter der Anmeldebescheinigung
Die Anmeldebescheinigung ist kein Aufenthaltstitel. Da Unionsbürger bereits aufgrund der europarechtlichen Grundfreiheiten zum Aufenthalt auch im Gebiet der anderen Mitgliedstaaten berechtigt sind – gleiches gilt aufgrund des Abkommens über den Europäischen Wirtschaftsraum vom 2. Mai 1992 für die übrigen EWR-Bürger –, kommt ihr nur deklaratorischer Charakter und damit Ausweisfunktion zu.

## Keine Verpflichtung der Mitgliedstaaten zur Einführung einer Anmeldepflicht
Art. 8 Unionsbürgerrichtlinie ermächtigt die Behörden eines Mitgliedstaates von EWR-Bürgern eine Anmeldung zu verlangen und verpflichtet sie, mit der Anmeldung eine Anmeldebescheinigung auszustellen. Kein Staat ist jedoch verpflichtet, ein Anmeldeverfahren einzuführen. Eingeführt wurden Anmeldepflichten und -bescheinigungen unter anderem in Belgien, Luxemburg, Österreich und Spanien. Die Niederlande haben die Anmeldebescheinigung zum 6. Januar 2014 abgeschafft.
Auch Deutschland verzichtet auf Anmeldebescheinigungen. Es hat bis 28. Januar 2013 eine besondere Freizügigkeitsbescheinigung ausgestellt, die europarechtlich nicht vorgesehen ist, und gibt seitdem überhaupt keine Aufenthaltsdokumente an EWR-Bürger mehr aus. Zu den Einzelheiten, Hintergründen und Folgen → Freizügigkeitsbescheinigung (Deutschland). In Deutschland wie auch in anderen Mitgliedstaaten, die auf das Anmeldeverfahren verzichten, benötigen EWR-Bürger lediglich ein Dokument, aus dem ihre Staatsangehörigkeit hervorgeht (Reisepass, Personalausweis).

## Voraussetzungen für die Anmeldung und das Erlangen einer Anmeldebescheinigung
Die Mitgliedstaaten, die sich für ein Anmeldeverfahren entschieden haben, können eine Anmeldung von EWR-Bürgern erst verlangen, nachdem sie sich länger als drei Monate in ihrem Hoheitsgebiet aufgehalten haben. Österreich hat die Anmeldepflicht bei EWR-Bürgern während des vierten Aufenthaltsmonats eingeführt. Eine Anmeldebescheinigung ist unverzüglich auszustellen. Darin werden Name und Anschrift der die Anmeldung vornehmenden Person sowie der Zeitpunkt der Anmeldung angegeben. Die Nichterfüllung der Anmeldepflicht kann mit verhältnismäßigen und nicht diskriminierenden Sanktionen geahndet werden (Art. 8 Abs. 2 Unionsbürgerrichtlinie). In Betracht kommen Ahndungen in Höhe eines Verstoßes gegen die nationale Meldepflicht (soweit eingeführt) oder gegen die nationale Verpflichtung, ein Ausweisdokument (Personalausweis) zu besitzen.
Für die Ausstellung der Anmeldebescheinigung dürfen die Mitgliedstaaten nur Folgendes verlangen:
- Von einem EWR-Bürger, der Arbeitnehmer oder selbstständig tätig ist, nur die Vorlage eines gültigen Personalausweises oder Reisepasses, eine Einstellungsbestätigung des Arbeitgebers oder eine Beschäftigungsbescheinigung oder ein Nachweis der Selbstständigkeit,
- Von einem nichterwerbstätigen EWR-Bürger nur die Vorlage eines gültigen Personalausweises oder Reisepasses sowie eines Nachweises, dass er über ausreichende Existenzmittel verfügt, sodass er während seines Aufenthalts keine Sozialhilfeleistungen in Anspruch nehmen muss, und eines Nachweises über einen umfassenden Krankenversicherungsschutz für sich und seine Familienangehörigen,
- Von einem in Ausbildung oder Berufsausbildung befindlichen EWR-Bürger nur die Vorlage eines gültigen Personalausweises oder Reisepasses, eine Bescheinigung über die Einschreibung bei einer anerkannten Einrichtung und über den umfassenden Krankenversicherungsschutz sowie den Nachweis ausreichender Existenzmittel, die einen Sozialhilfebezug ausschließen lassen (Art. 8 Abs. 3 Unionsbürgerrichtlinie).

Die Mitgliedstaaten dürfen keinen festen Betrag für die Existenzmittel festlegen, die sie als ausreichend betrachten, sondern müssen die persönliche Situation des Betroffenen berücksichtigen. Dieser Betrag darf in keinem Fall über dem Schwellenbetrag liegen, unter dem der Aufnahmemitgliedstaat seinen Staatsangehörigen Sozialhilfe gewährt, oder, wenn dieses Kriterium nicht anwendbar ist, über der Mindestrente der Sozialversicherung des Aufnahmemitgliedstaats (Art. 8 Abs. 4 Unionsbürgerrichtlinie).
Für die Ausstellung der Anmeldebescheinigung an die Familienangehörigen des EWR-Bürgers, die selbst EWR-Bürger sind, können die Mitgliedstaaten die Vorlage folgender Dokumente verlangen:
- einen gültigen Personalausweis oder Reisepass,
- eine Bescheinigung über das Bestehen einer familiären Beziehung oder einer eingetragenen Partnerschaft,
- gegebenenfalls die Anmeldebescheinigung des EWR-Bürgers, den sie begleiten oder dem sie nachziehen,
- bei Verwandten in aufsteigender oder absteigender Linie einen urkundlichen Nachweis über das Verwandtschaftsverhältnis mit dem EWR-Bürger,
- bei sonstigen Familienangehörigen ein durch die zuständige Behörde des Ursprungs- oder Herkunftslands ausgestelltes Dokument, aus dem hervorgeht, dass der Betroffene vom EWR-Bürger Unterhalt bezieht oder mit ihm in häuslicher Gemeinschaft gelebt hat, oder den Nachweis schwerwiegender gesundheitlicher Gründe, die die persönliche Pflege des Familienangehörigen durch den EWR-Bürger zwingend erforderlich machen,
- bei einem Lebenspartner den Nachweis über das Bestehen einer dauerhaften Beziehung mit dem EWR-Bürger (Art. 8 Abs. 5 Unionsbürgerrichtlinie).